# Salat (modlitwa)

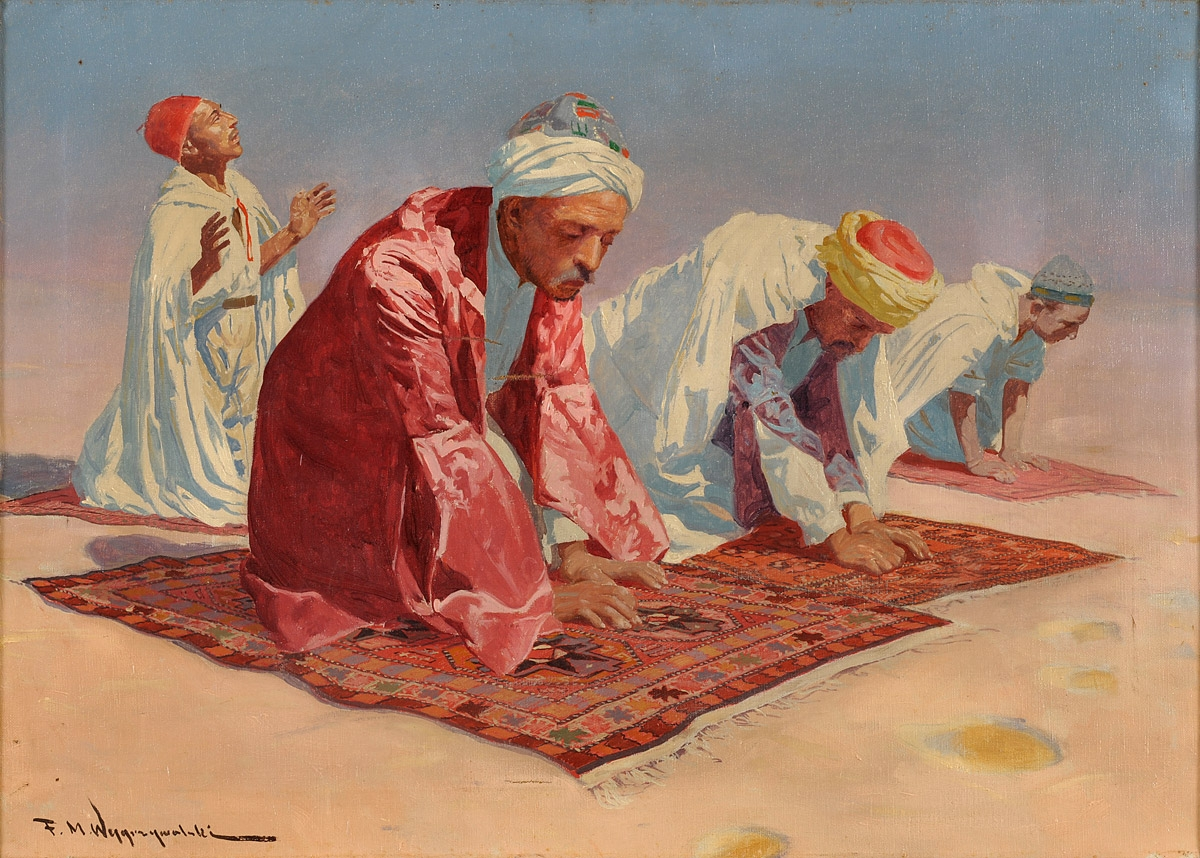
Modlitwa w południe (mal. Feliks M. Wygrzywalski, ok. 1907)

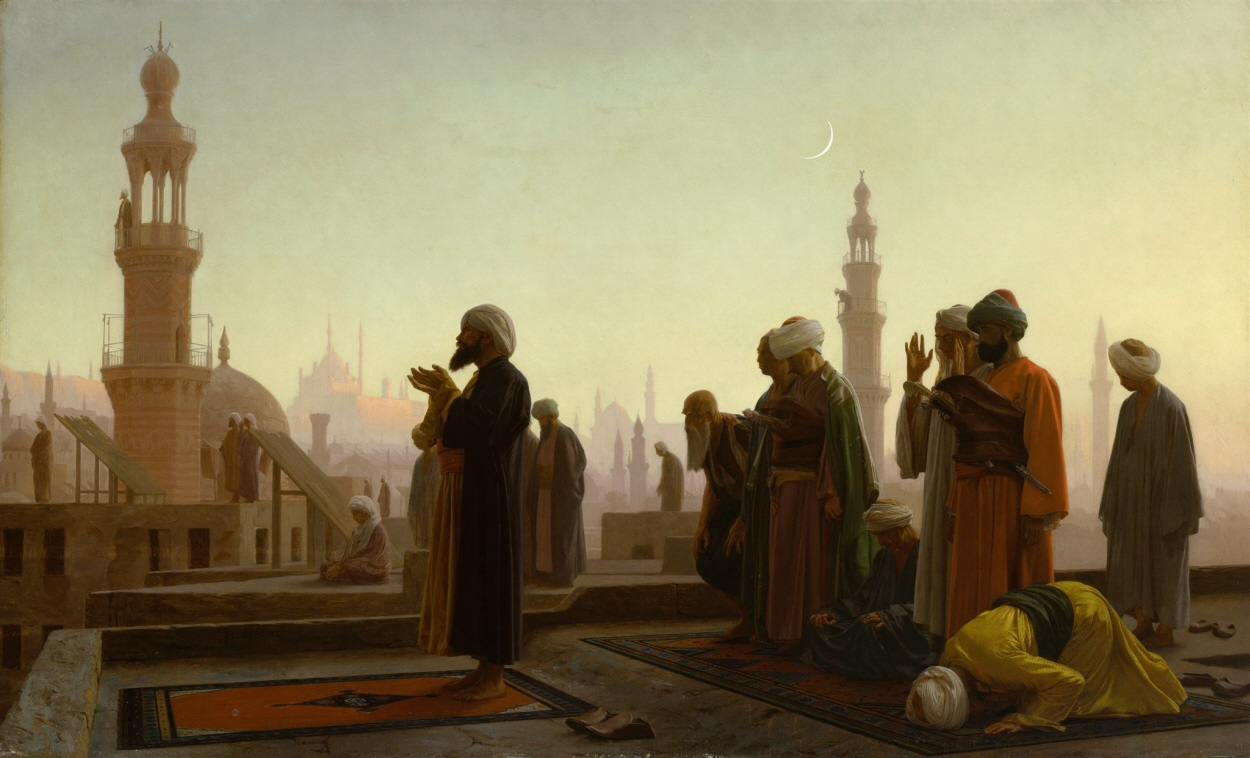
Muzułmanie podczas wieczornej modlitwy (mal. Jean-Léon Gérôme, 1865)

Salat (arab. الصلاة al-ṣalāa, pers. نماز namâz, tur. namaz) – muzułmańska modlitwa rytualna, stanowiąca jeden z pięciu obowiązków każdego muzułmanina (tzw. filarów wiary). 
Odmawia się ją pięciokrotnie w ciągu doby, tj. przed wschodem słońca (Fadżr), w południe (Zuhr), po południu (Asr), po zachodzie słońca (Maghrib) i w pierwszej połowie nocy (Isza). Celem salat jest uzyskanie błogosławieństwa Allaha.
Odmawiający salat powinien być w stanie rytualnej czystości (uzyskuje się ją przez obmycie wodą – wudu, a gdy jej nie ma, to piaskiem – tajammum). Rozkłada on specjalny dywanik (sadżadża; nie jest obowiązkowy), zwraca się w kierunku Mekki i wykonuje określoną liczbę pokłonów, gestów i recytacji wersetów (ajatów) Koranu (przede wszystkim pierwszej sury Al-Fatiha). Największe znaczenie mają modlitwy piątkowe (Dżummuah) – odmawiane wspólnie w meczecie, którym często towarzyszy kazanie (chutba). Salat na całym świecie odbywa się wyłącznie w języku arabskim.